# Radvilonių miškas
Radvilonių miškas este o arie protejată (arie specială de conservare — SAC, sit de importanță comunitară — SCI) din Lituania întinsă pe o suprafață de 157,72 ha, integral pe uscat.

## Localizare
Centrul sitului Radvilonių miškas este situat la coordonatele 55°48′04″N 23°44′57″E / 55.8011°N 23.7492°E.

## Înființare
Situl Radvilonių miškas a fost declarat sit de importanță comunitară în martie 2009 pentru a proteja 1 specie de plante și 1 specie de animale. Situl a fost protejat și ca arie specială de conservare în august 2020.

## Biodiversitate
Situată în ecoregiunea boreală, aria protejată conține 4 habitate naturale: Pajiști cu Molinia pe soluri calcaroase, turboase sau argilos-nămoloase (Molinion caeruleae), Păduri caducifoliate bătrâne naturale hemiboreale fino-scandinave (Quercus, Tilia, Acer, Fraxinus sau Ulmus) bogate în specii epifite, Păduri caducifoliate de mlaștină fino-scandinave, Păduri aluvionare cu Alnus glutinosa și Fraxinus excelsior (Alno-Padion, Alnion incanae, Salicion albae).
La baza desemnării sitului se află mai multe specii protejate:
- plante (1): turiță (Agrimonia pilosa)
- nevertebrate (1): fluturele flitirar (Euphydryas maturna)

Pe lângă speciile protejate, pe teritoriul sitului au mai fost identificate 2 specii de păsări.